# Vladimir Koz'mič Zvorykin
Vladimir Koz'mič Zvorykin (in russo Владимир Козьмич Зворыкин?; Murom, 30 luglio 1889 – Princeton, 29 luglio 1982) è stato un ingegnere russo naturalizzato statunitense, pioniere della tecnologia alla base della televisione.

## Biografia
Laureatosi nel 1912 all'Istituto di tecnologia di San Pietroburgo, dopo essere stato assistente del professor Boris Rosing il quale allora già stava studiando un sistema per trasmettere immagini via cavo utilizzando un sistema elettronico basato su tubi a raggi catodici, Zvorykin si trasferì a Parigi dove, al Collège de France, fu allievo del fisico Paul Langevin ed eseguì ricerche sui raggi X.

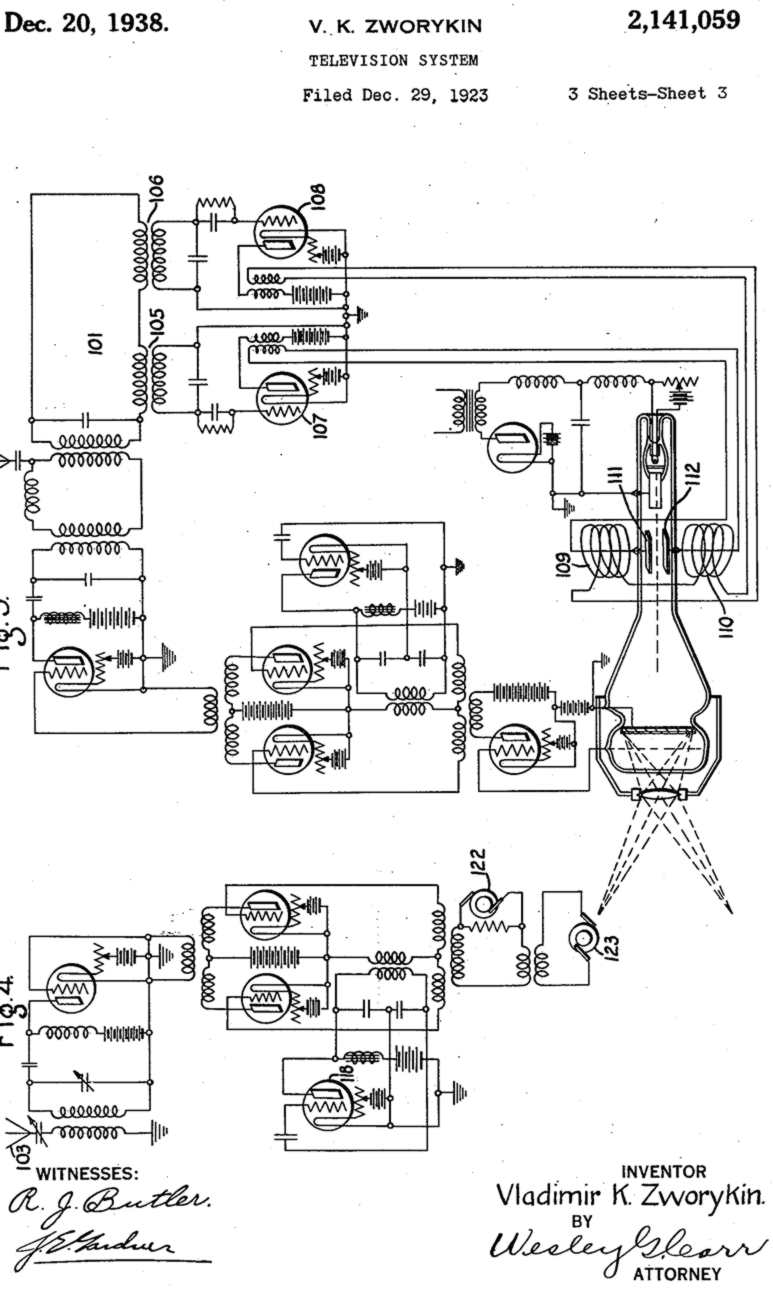
Immagine dal brevetto del 1923 di Zvorykin Television System.

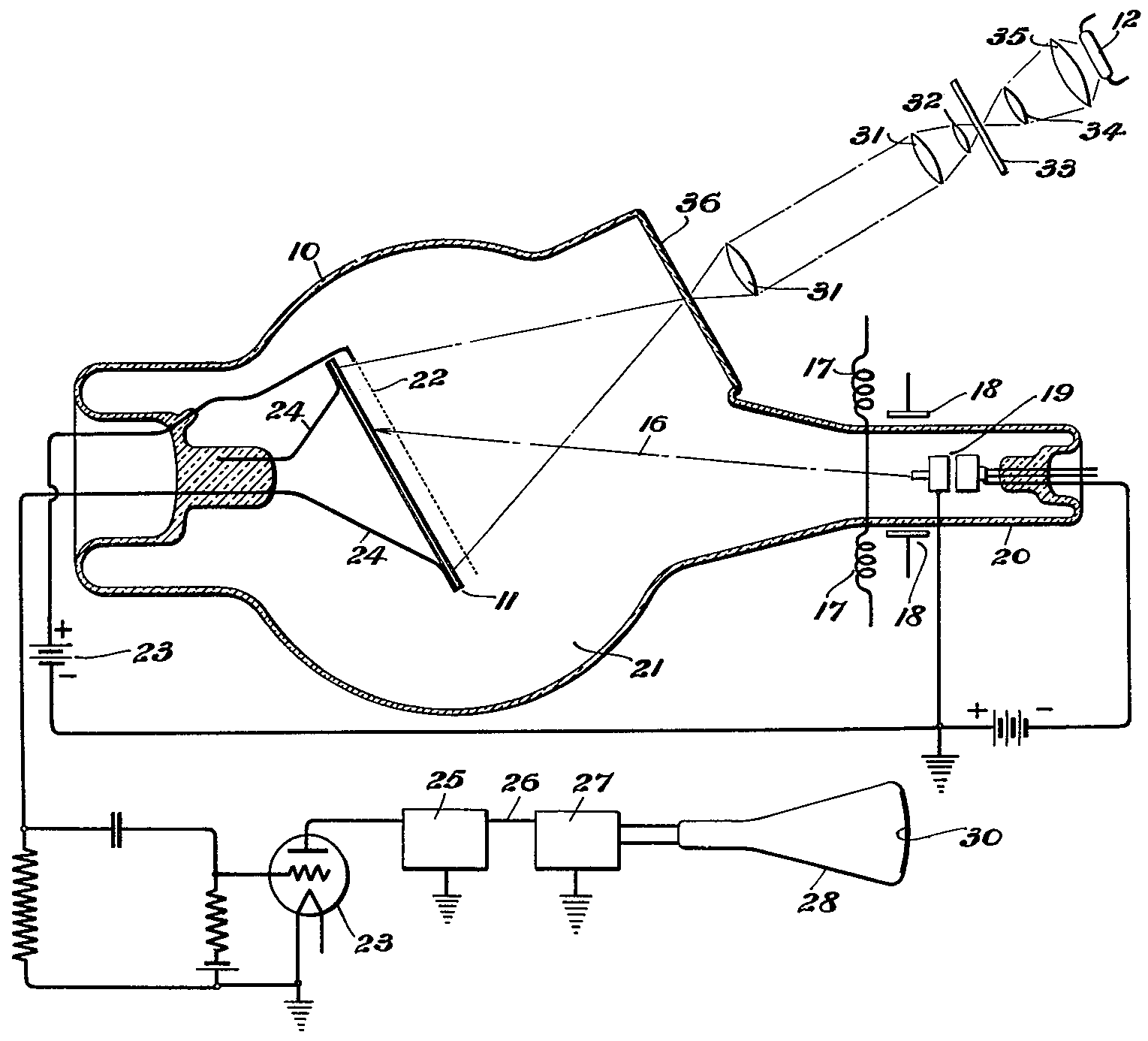
Schema di Vladimir Zvorykin di un iconoscopio datata 1931, con un apparato simile a parti di una fotocamera.

Dopo aver prestato servizio, durante la prima guerra mondiale, nel corpo dei radiotelegrafisti dell'esercito russo, nel 1919 emigrò negli Stati Uniti e ne assunse la cittadinanza nel 1924.
Nel 1919 iniziò a lavorare presso la Westinghouse dove, insieme ad altri tecnici, effettuò ricerche sulla emissione fotoelettrica.
Anche a seguito di queste ricerche, nel 1923 concepì l'idea dell'iconoscopio e del cinescopio e alla fine dello stesso anno fece una presentazione interna alla Westinghouse di una prima prova di trasmissione di un'immagine.
Malgrado le difficoltà poste dalla stessa Westinghouse, nel 1929 Zvorykin mise a punto l'iconoscopio e il cinescopio realizzando un primo sistema elettronico televisivo completo, che presentò all'Institute of Radio Engineers di Rochester. 
Questo risultato impressionò David Sarnoff, allora vice presidente e general manager della Radio Corporation of America, il quale invitò Zvorykin alla RCA in qualità di direttore del Laboratorio di ricerca elettronica, per iniziare lo sviluppo commerciale della sua invenzione.